# Jean Armstrong
Jean Armstrong é um engenheiro eletricista australiano.
Foi eleito membro do Instituto de Engenheiros Eletricistas e Eletrônicos em 2015, por contribuições à teoria e aplicação de divisão multipléxica de frequência ortogonal em comunicação sem fio e óptica.
Recebeu a Medalha Mountbatten de 2016.